# ماریا سانتوس
ماریا سانتوس (به انگلیسی: Maria Santos) (زادهٔ ۱۸ دسامبر ۱۹۷۸) شناگر اهل پرتغال است.